# Bluehole (companie)
Bluehole, Inc.coreeană ㈜블루홀 (cunoscută ca Bluehole Studio, Inc.coreeană ㈜블루홀스튜디오 până pe 22 aprilie 2015) este un dezvoltator de jocuri video sud-coreean cu sediul în districtul Bundang-gu din Seongnam. Înființată de Chang Byung-gyu, în Seul, în martie 2007, compania este cunoscută cel mai bine pentru dezvoltarea platformelor TERA (2011) și PlayerUnknown's Battlegrounds (2017) pentru jucătorii cunoscuți, aceasta din urmă prin intermediul filialei PUBG Corporation. În noiembrie 2018, Bluehole s-a organizat sub o companie-mamă nou înființată, Krafton Game Union. Toate studiourile sale au fost mutate în Krafton, iar PUBG Corporation și-a schimbat numele în „PUBG Studios”.

## Legături externe
- Site web oficial